# マガジン・マガジン
株式会社マガジン・マガジンは、日本の出版社。旧社名は株式会社サン出版（初代法人）。
かつては成年向け雑誌や書籍の出版を主な事業としていた。現在はパズル雑誌やムックなどの出版を行っている。

## 沿革
- 1972年 - 東京三世社の編集者だった宮坂信により新宿区四谷本塩町にて株式会社サン出版を創業[2]。
- 1975年 - 千代田区麹町へ本社移転。
- 1977年 - 業務拡大に伴い子会社として、考友社出版株式会社、サン制作株式会社、株式会社サン・ビルド、有限会社サン・ビジョンを設立。
- 1985年 - 新宿区三栄町へ新社屋を完成。本社移転。
- 1991年 - 株式会社サン出版が株式会社サン・ビルドを吸収合併し、株式会社マガジン・マガジンに社名変更。考友社出版株式会社、サン制作株式会社、有限会社サン・ビジョンを統合し、株式会社サン出版（2代目法人）に社名変更。
- 1994年 - 東京都新宿区荒木町13番6に別館サン・マガジンビルディングを新築。
- 1996年 - 別館サン・マガジンビルディングを増築。
- 2006年 - 東京都新宿区荒木町13番7にサン・マガジンビルディングIIを新築、本社移転。
- 2008年 - 株式会社ジュネットを設立[3]。株式会社サン出版（2代目法人）を吸収合併し株式会社サン出版（3代目法人）を設立。
- 2013年 - 株式会社サン出版（3代目法人）、株式会社ジュネットを株式会社マガジン・マガジンに統合[4]。
- 2017年 - 株式会社マガジン・マガジンのコミック販売事業を吸収分割によりジュネット株式会社に継承[5]。
- 2021年 - 株式会社マガジン・エンタテインメントを吸収合併

## 雑誌
ここではマガジン・マガジン及びパズルメイト 、ジュネット、他グループ会社が発行または発売した雑誌を記載する。

### パズル雑誌
- クロスワードキング（奇数月19日発売）※イードから移管
- クロスワードメイト（毎月27日発売）
- デラックスクロスワード（奇数月19日発売）
- スーパークロスワード（偶数月19日発売）
- 文字の大きなクロスワード（偶数月2日発売）
- 文字の大きなクロスワードEX（奇数月2日発売）
- クロスワードエンタメプラス(1,4,7,10月の2日発売)
- ひらめく！クロスワード（2,5,8,11月の2日発売）
- クロスワード On！（3,6,9,12月の19日発売）
- 漢字堂（奇数月2日発売）
- 漢字メイト（偶数月2日発売）
- 漢字メイトmini（奇数月2日発売）
- 漢字道（奇数月11日発売）※イードから移管
- 季節の漢字道※イードから移管
- 漢字大満足100問(1,4,7,10月の19日発売)
- ナンクロメイト（毎月2日発売）
- Super ナンクロ(1,4,7,10月の19日発売)
- ナンクロメイトDX（2,5,8,11月の19日発売）
- 絶品ナンクロメイト（3,6,9,12月の19日発売）
- アローメイト（3,6,9,12月の2日発売）
- スケルトンメイト（偶数月2日発売）
- はっぴぃ!アロー＆スケルトン(1,4,7,10月の2日発売)
- おもしろアロー＆スケルトン（2,5,8,11月の2日発売）
- ナンプレメイト（奇数月2日発売）
- ナンプレメイト mini EXPERT（奇数月2日発売）
- SUPERナンプレメイトMini（偶数月2日発売）
- 数字の大きなナンプレOn!（3,6,9,12月の19日発売）
- 数字の大きな難問ナンプレOn!(1,4,7,10月の19日発売)
- 実力番付ナンプレ250問（偶数月27日発売）
- まちがいさがしメイト（奇数月19日発売）
- わくわく楽しいまちがいさがし (年4回発売)
- いっしょにあそぼう！まちがいさがし（偶数月19日発売）
- てんつなぎメイト（奇数月27日発売）
- ロジックメイト(1,4,7,10月の2日発売)
- ロジックメイトMini（3,6,9,12月の2日発売）

### かつて発行していた雑誌
- S&Mコレクター
- S&Mアブハンター※のちに『SM奇譚』と改題。
- さぶ（1974年-2002年[6]）※ゲイ雑誌。
- 小説官能読切
- シネマLOOK
- シネマアングル
- ガール＆ガール
- おちゃっぴー（1986年9月～1997年10/11月[7]） ※teen雑誌。
- 投稿写真（1984年-1999年[8]）※創刊当初は考友社出版発行、1991年にサン出版へ移行。
- 写真少年（1985年-1987年[9]）
- 投稿ニャンニャン写真
- セクシーアクション
- アクション写真塾
- 写真ボーイ
- Night Walker（ナイトウォーカー）※風俗情報誌
- マガジンWOoooo！（1992年-2007年[10]）
- ウォー!A組（-2018年）
- WOoooo!B組（-2012年[11]）
- マガジンWOoooo!狼（2004年-2013年[12]）
- ウォーC組
- WOOOOO!48（2013年[13]）
- MAGAZINE BANG (マガジン・バン)
- The SUGAR（1983年-1996年[14]） ※アイドル雑誌
- Street SUGAR (ストリート・シュガー) （1997-2017年）
- 別冊Street SUGAR
- Don't!（1986年-2010年[15]）
  - Namper→Namper妹
  - Streetナンパ
  - Namper Jr.→Namper Celeb
- TOP SPEED (トップ・スピード)（1999年-2004年[16]）
- SEXY LOOK（1983年-2001年[17]）
- Exciter（エキサイター）（-2013年）※EX系雑誌
- BugBug ※アダルトゲーム誌。2014年9月号より富士美出版へ移籍。
  - DVD BugBug
  - BugBug攻略idol
- JUNE（1978年-1996年[18]）※ボーイズラブ雑誌。『COMIC JUN』として創刊。
- 別冊JUNE（1996年-1997年[19]）
- 小説JUNE（1982年-2004年[20]）→小説JuneDX
  - ロマンJUNE（小説JUNE増刊）
- コミックJUNE（1995年,1998年-2013年[21]）
- 電脳美少女組（成人向けPCゲーム情報誌）
  - 電脳美少女組SUPER REMIX （増刊号） - 上記雑誌の増刊誌。
- 漫画ヤングエロス
- 漫画プレイヤング
- 漫画エロトコミック
- 劇画ジャンプ
- 劇画悦楽号
- Jコミック
- COMICプチエンジェル
- Comic Amour（コミックアムール）（1990年-2017年[22]）※レディースコミック誌
- Lady's Comic Manon（コミックマノン）
- ミステリーレディース（1987年-2004年[23]）
- 百合姉妹（ムック）（2003年-2004年）
- GAMEピアス（ムック）
- 必勝パチスロ虎の巻
- おもしろ競馬塾
- キラリ！（1998年-2014年[24]）※男性向けファッション誌
- RUDO（ルード）（2010年-2018年[25]）
- サッカーai（2011年-2016年）
- BOY'Sピアス（1997年-2018年）
- Boy's LOVE→BOY'Sピアス禁断（2013年-2019年）
- 性生活報告（2018年-2020年）
- つり丸（1999年-2022年[26]）

## 書籍・ムック

### カレンダー
- ワルネコカレンダー

### 過去のレーベル
- ピアスノベルズ
- ジュネノベルズ
- SUNロマン文庫
- COMIC PET
- JOYコミックス

## ジュネット
ジュネット株式会社は、マガジン・マガジン傘下の日本の出版社。

### ボーイズラブコミック誌
- BOY'Sピアス ※電子版のみ

### コミックスレーベル
- ジュネットコミックス ピアスシリーズ
- ウォー!コミックス

## その他関連会社
- 株式会社パズルメイト - マガジン・マガジンのパズル雑誌を発行
- サン・メディアレップ株式会社 - 「Rudo Web」の運営。過去にマガジン・マガジン、ジュネット発売の雑誌・コミックスを発行